# ایدا ۲۴۳
سیارک ۲۴۳ (به انگلیسی: 243 Ida) دویست و چهل و سومین سیارک کشف شده‌است که در ۲۹ سپتامبر ۱۸۸۴ و در وین کشف شد.
قدر مطلق سیارک برابر ۹٫۹۴ است.
این سیارک دارای یک قمر کوچک به نام داکتیل است.این سیارک در مجموعه سیارک های رده s قرار دارد.